# Invitation à la Polka-Mazur
Invitation à la Polka-Mazur, op. 277, är en polkamazurka av Johann Strauss den yngre. Den framfördes första gången den 18 augusti 1863 i Pavlovsk i Ryssland.

## Historia
Sommaren 1863 befann sig Johann Strauss och hans fru Jetty i Pavlovsk utanför Sankt Petersburg. Liksom tidigare år var Strauss engagerad att under fem månader framföra sina danskompositioner för publiken i Ryssland. Detta år återhämtade sig Strauss från överansträngning och var förbjuden av sina läkare att komponera några valser. Men han hade tillräcklig fritid för mindre verk såsom en kadrilj och flera polkor och en polkamazurka. Ironiskt nog gillade Strauss inte att dansa själv och var alltid tvungen att "avge ett bestämt 'nej' till alla lockande 'invitationer till dans'". Tonsättaren Carl Maria von Weber hade 1819 komponerat sitt pianostycke Aufforderung zum Tanz, ett mycket populärt stycke som Strauss ofta hade med i sina konsertprogram. När Strauss sökte en titel till sin nya polkamazurka vände han sig åter till Webers stycke, men för att glädja samtidens vurm för det franska språket döpte han den till Invitation à la Polka-Mazur. Verket framfördes första gången den 18 augusti 1863 vid en välgörenhetskonsert i Pavlovsk. Strauss själv betraktade verket som en "bagatell" men hans hustru kunde sex dagar senare meddela Strauss förläggare Carl Haslinger i Wien att polkamazurkan hade "orsakat vild uppståndelse". I Ryssland publicerades verket endast med titeln Invitation. Väl hemma i Wien framfördes verket vid en välgörenhetskonsert i Volksgarten den 29 november 1863 då under den nya titeln.

## Om polkan
Speltiden är ca 4 minuter och 50 sekunder plus minus några sekunder beroende på dirigentens musikaliska tolkning.